# Царский, Иван Никитич
Иван Никитич Царский (1789—1853) — московский купец, известный старообрядческий деятель, почётный гражданин, владелец уникального собрания старообрядческих рукописей и старопечатных книг.

## Биография
Являлся московским купцом 1-й гильдии как по званию, так и по занятиям; несколько лет кряду служил депутатом от купечества в правлении четвёртого округа путей сообщения. «Чистый старообрядец» (по выражению П. М. Строева), он в то же время не был чужд и некоторых новшеств, как то немецкого платья, театров и клубов.
И. Н. Царский довольно рано пристрастился к собиранию русских древностей, познакомившись в процессе этого с А. М. Кубаревым, О. М. Бодянским, П. М. Строевым, М. П. Погодиным и многими другими русскими историками и археологами, которые подогревали его интерес к данной теме. Судя по «Описанию», составленному П. М. Строевым в 1836 году, в его библиотеке уже к этому времени набирается обширная коллекция славянских старопечатных книг. Дальнейшие собирание привело к тому, что через пять лет понадобилось новое описание вновь приобретённых книг, выполненное всё тем же Строевым.
Вместе с книгами Царский приобретал и рукописи, представлявшие по своему достоинству и древности весьма ценное собрание. По их каталогу, составленному П. М. Строевым в 1848 году под заглавием «Рукописи Славянские и Российские», видно, что из общего их числа 749 — к XIV веку принадлежало 15 рукописей, к XV — 28, к XVI — 161, к XVII — 251. Среди этих рукописей впервые были найдены «Похвала Владимиру Ярославова времени» Кубаревым и два слова епископа Климента и первое послание блаженного попа Леонта Бодянским.
С 1848 по 1853 год Царским было приобретено ещё свыше ста рукописей. Многие из актов, писцовых книг и летописей Царский жертвовал в «Московское общество истории и древностей Российских», которое размещало их в своих «Чтениях», и в «Одесское общество истории и древностей». Коллекциями его летописей пользовался H. A. Иванов для таких своих трудов, как «Краткий обзор русских временников, находящихся в библиотеках С.-Петербургских и Московских» (Казань, 1843) и «Общее понятие о хронографах и описания некоторых списков их, хранящихся в библиотеках С.-Петербургских и Московских» (1844). Его же обширное собрание древнерусских житий святых послужило главным материалом для известных на то время исследований А. Н. Муравьёва и В. О. Ключевского. Довольно обширное было у Царского и собрание древних образов (о них см. в «Записках Императорского Археологического Общества по отд. русской и славянской археологии», т. I). Помимо упомянутых собраний Царского, следует упомянуть и его роскошное издание «Выходы царей Михаила Феодоровича, Алексея Михайловича и Федора Алексеевича» (М. 1844 г).
Учёные общества отнеслись с большим вниманием к деятельности Царского: Императорское общество истории и древностей Российских при Московском университете избрало его своим членом-благотворителем, Императорские археологическое и Русское географическое общества — членом-сотрудником, Императорская публичная библиотека — почётным корреспондентом, Археографическая комиссия — членом-корреспондентом, а Одесское общество истории и древностей, Московская коммерческая академия и Общество северных антиквариев в Копенгагене — действительным членом. М. П. Погодин ещё в 1849 году писал о нём во 2-м номере «Москвитянина»: «И. Н. Царский во всю свою жизнь уделял часть своих избытков не на мраморные стены, не на бархатные подушки, не на золотые картины, не на лихих рысаков и златокованую сбрую, но на собрание и сохранение драгоценнейших отечественных памятников, во славу Отечества».
Знаменитое собрание рукописей Царского не пропало после его смерти, подобно многим русским собраниям, а было приобретено графом А. С. Уваровым за 25 тысяч рублей и хранилось в его имении Поречье, служа ценнейшим материалом для русской исторической науки.

## Источник
- Царский, Иван Никитич // Русский биографический словарь : в 25 томах. — СПб.—М., 1896—1918.